# AB Rylander & Asplund

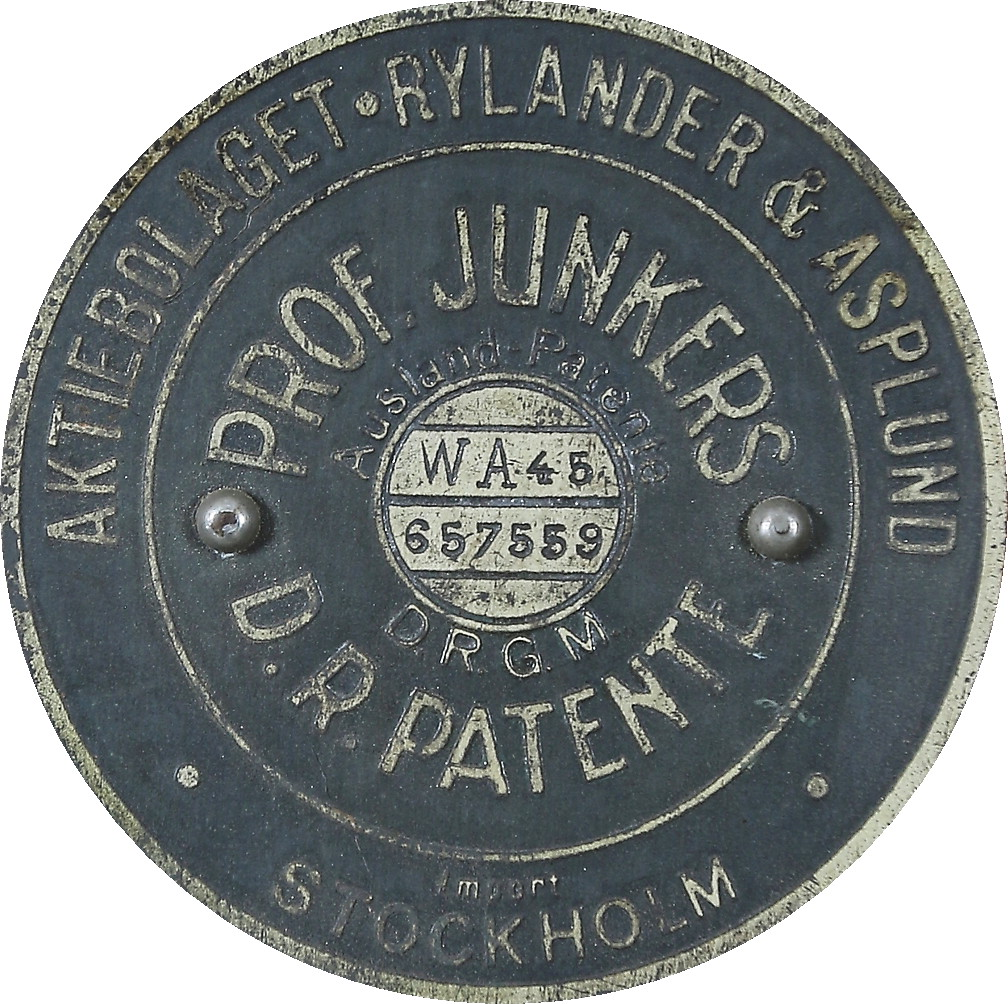
Typskylt på en tysktillverkad varmvattenberedare.

AB Rylander & Asplund var ett grossistföretag inom sanitära installationsartiklar med säte i Stockholm. Bolaget räknades till en av Sveriges största VVS-grossister och existerade mellan 1911 och 1950.

## Historik

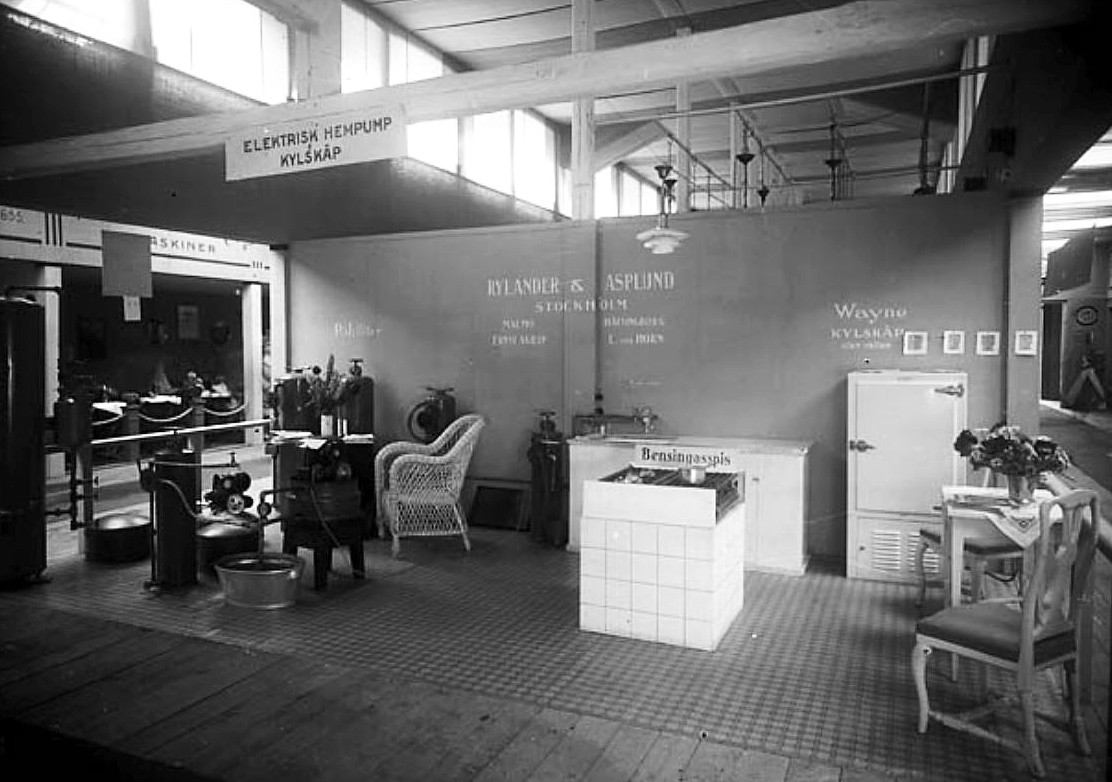
Rylander & Asplunds utställning på Landskrona Hantverks- & Industriförenings jubileumsutställning 14 juni–31 juli 1929

AB Rylander & Asplund bildades 1911 av AB Gustaf E. Rylander grundat 1881 av Gustaf Emil Rylander (1852–1911) och AB Hugo Asplund grundat 1903 av Hugo Asplund. Båda hade rörprodukter i sina sortiment. Mellan 1911 och 1948 var företagaren Karl Sauber bolagets verkställande direktör och från 1948 ordförande i bolagets styrelse. Bland styrelsemedlemmar fanns 1920 Ivar Kreuger och Nils Winkler. 
1927 skaffade sig tyska Vereinigte Stahlwerke aktiemajoritet i Rylander & Asplund och fick därigenom en dominerande ställning på den svenska marknaden. Under andra världskriget grundade Rylander & Asplund ett holdingbolag, AB Pars, med uppgift att dölja Vereinigte Stahlwerkes innehav av aktiemajoriteten i två amerikanska företag.
År 1950 gick AB Rylander & Asplund ihop med sin största konkurrent, Ahlsell & Bernström, och bildade AB Ahlsell-Rylander (sedermera Ahlsell AB). I juni samma år invigdes ett nytt centrallager i Södra Hammarbyhamnen i södra Stockholm. Lagret hade direkt anslutning till Hammarbyhamnen och dess kranar och järnvägsspår. I lagret rymdes 28 000 olika varor som kunde packas och förflyttas i standardiserade containers. Mellan 1955 och 1990 låg även huvudkontoret där, därefter uppfördes nuvarande bostadsbebyggelse.